# باکس بیلینگ
باکس بیلینگ نرم‌افزاری تحت وب است برای مدیریت هاستینگ و ثبت دامنه که با استفاده از آن می توانید به مدیریت کاربران و پشتیبانی از آنها بپردازید باکس بیلینگ یک سیستم افزونه محور است و شما می توانید افزونه های مورد نیاز خود را کاملاً ساده برای باکس بیلینگ آماده کنید. برخی امکانات باکس بیلینگ عبارتند از :
- پشتیبانی از حسابداری و مدیریت خودکار، صورتحساب، تأمین محصول
- ایجاد میزبانی به صورت آنی و پس از تأیید خودکار پرداخت
- معلق کردن حساب کاربری در پایان سرویس
- پشتیبانی از واحدهای مختلف پولی و پرداخت در محدوده زمانی معین
- باکس بیلینگ یک سیستم کامل برای فروش :
- دامنه
- نمایندگی میزبانی وب و هاست اشتراکی
- فروش آنلاین فایل
- محصولات سفارشی صورتحساب در محدوده زمانی معین
- سیستم دانش نامه ، اخبار و اطلاعیه ها
- قابلیت شخصی سازی
- و....

در حال حاضر سه مرجع فارسی برای باکس بیلینگ وجود دارد که عبارتند از www.bb-persian.ir ، boxbillingiran.ir و persianboxbilling.ir. مرجع رسمی باکس بیلینگ  می باشد.